# José de Vega y de Sentmenat
José de Vega y de Sentmenat (Cervera, 1754-Cervera, 1831) fue un aristócrata, erudito y político español.

## Biografía
Nacido en Cervera el 2 de marzo de 1854, se doctoró en derecho. Entre sus posesiones se contaban Santa María de la Rápita, La Torre de Fluvià y Olujas Altas. Ejerció como regidor y síndico en el Ayuntamiento de Barcelona. En 1772 fue miembro de la Academia de Buenas Letras de Barcelona y mantuvo correspondencia con importantes ilustrados como los hermanos Gregorio y Juan Antonio Mayans y Siscar, Ramon Llàtzer de Dou, Jaime Caresmar y Alemany y José Finestres. En 1790 dio clases de filosofía en la Universidad de Cervera, explicando la teología del jesuita Francisco Suárez. También publicó algunos estudios sobre trovadores occitanos y catalanes y reunió colecciones de poesía popular que cedió a Marià Aguiló y Fuster. En su biblioteca poseía un importante cancionero poético que contenía algunas obras de Ausiàs March.
El 24 de mayo de 1808, con ayuda del marqués de Palmerola y otros nobles locales, fue nombrado representante de Cervera para asistir a la Asamblea de Bayona, aunque no llegó a ir. El 18 de septiembre de 1810 fue escogido diputado para las Cortes de Cádiz. Inicialmente se opuso al traslado de las Cortes a Cádiz. Formó parte de las comisiones de Supresión de ocupaciones, de libertad de imprenta, Bellas Artes y Hacienda. Formó parte de la comisión de honor que reabrió el Consejo de Regencia el 30 de mayo de 1812. Económicamente tradicionalista, fue contrario al decreto de 1813 que suprimía los gremios. Falleció el 26 de agosto de 1831 en Cervera o en Olujes Altas.

## Obras
- Disertación sobre las colonias de los griegos en Cataluña (1779)
- Memorias y noticias para la historia de San Félix, mártir gerundense, llamado el Africano...[1] (Barcelona: imp. de Sastres, 1798)
- Relación de la exemplar vida, virtudes y letras del P. Pedro Ferrusola... (1808)
- Según Joan Perucho, bajo el pseudónimo de Fesio Gave, escribió Antídoto celestial contra la muerte improvisa, sacada de la Sancta Familia de Jesu-Christo, para consuelo de los fieles, Barcelona: Manuel Tejero, 1808, pero es en realidad la traducción del latín al castellano de una obra de Antíoco Marino Cubani (1651-1728), anagrama del jesuita aretino Antonio Maria Bonucci: Antidotum coeleste adversus mortem improvisam: e sacra Christi Familia pro fidelium usu depromptum, Roma, 1716.